# Amy Jacques Garvey
Amy Euphemia Jacques Garvey (31 décembre 1895 - 25 juillet 1973) est une militante jamaïcaine pour l'égalité des droits, le panafricanisme et l'une des femmes journalistes et éditrices noires pionnières du XXe siècle. C'est la seconde épouse de Marcus Garvey.

## Biographie

### Jeunesse
Amy Euphemia Jacques Garvey naît le 31 décembre 1895 à Kingston (Jamaïque). C'est l'aînée des enfants de George Samuel et Charlotte Henrietta Jacques (née South), une famille de la classe moyenne. Yvette Taylor, dans son récit de la vie d'Amy Jacques Garvey, la qualifie de « mulâtre »,. Charlotte Henrietta Jacques est à moitié blanche et George Samuel est un noir à la peau sombre. Yvette Taylor poursuit en expliquant que sa race mixte influence fortement son éducation. Jeune fille, Amy Euphemia Jacques apprend à jouer du piano et suit des cours d'initiation musicale, disciplines considérées à l'époque comme l'achèvement de l'éducation culturelle d'une fille. Amy Euphemia Jacques fait partie de la petite minorité de jeunes Jamaïcains qui vont au lycée. Il semble qu'à l'époque, moins de 2% des jeunes fréquentent l'école secondaire. Elle est élève à l'école de filles de Wolmer.

### Émancipation
Les idéaux politiques d'Amy Euphemia Jacques découlent de ceux de son père et de ses lectures. Il l'encourage à lire des périodiques et des journaux pour « améliorer » sa connaissance du monde. Lorsque l'Europe colonise l'Afrique, de nombreux Jamaïcains nés sur le continent noir prennent conscience de ce qu'est l'Afrique. À cette époque, la plupart des Jamaïcains noirs sont pauvres, agriculteurs et analphabètes. Amy Jacques est une femme d'avant-garde, mais alors que d'un côté son père l'exhorte à devenir politiquement instruite, de l'autre il reproduit des stéréotypes sociaux. Si elle est autorisée à suivre des cours de sténographie, c'est uniquement parce qu'il souhaite qu'elle devienne infirmière. Après avoir terminé ses études, Amy Euphemia Jacques est recrutée pour travailler dans un cabinet d'avocats. Son père refuse d'autoriser sa fille à travailler dans un environnement masculin mais il décède peu de temps après. L'avocat procédant à sa succession exhorte sa mère, Charlotte Jacques, de permettre à Amy de travailler dans son cabinet, pour qu'elle puisse contrôler la succession. Charlotte accepte et Amy Jacques y travaille pendant quatre ans, finissant par acquérir une connaissance du système juridique.

### Rencontre avec Marcus Garvey
En proie à des problèmes de santé, Amy Euphemia Jacques a besoin d'un climat plus frais. Elle émigre aux États-Unis et arrive à New York en 1917. Elle aurait justifié ce voyage au nom de l'intérêt pour le vaste monde que son père lui a inculqué enfant et parce qu'elle souhaite voir ce qu'elle nomme « la terre des possibles et leurs limites ». Là-bas, elle s'implique dans la rédaction du journal Negro World à Harlem, dès sa création en août 1918,. Amy Euphemia Jacques est une journaliste et militante pionnière de l'émancipation du continent africain. Après avoir assisté à une conférence organisée par le militant noir Marcus Garvey, Amy Euphemia Jacques devient, peu de temps après, sa secrétaire privée et travaille avec lui au sein de l'Universal Negro Improvement Association and African Communities League (UNIA). Karen Adler, dans un article retraçant la vie d'Amy Euphemia Garvey, affirme qu'elle n'est pas revenue en Jamaïque parce que le « Garveyisme » la fascine. En juin 1922, Marcus Garvey quitte son épouse Amy Ashwood, alors que celle-ci est en Angleterre et il fait approuver le divorce à Kansas City à son insu. Un mois plus tard, le 27 juillet 1922, il se remarie Amy Euphemia Jacques à Baltimore.

### Rôle dirigeant au sein de l'UNIA
Au début de leur union, Amy Jacques Garvey pense que son rôle consiste à soutenir son mari dans son militantisme. Quelques mois après leur mariage, elle édite le volume 1 de Philosophy and Opinions of Marcus Garvey (une compilation des écrits et discours de Marcus Garvey). Elle souhaite ainsi donner la possibilité au grand public de se forger une opinion personnelle sur Marcus Garvey et ses idées. La place d'Amy Garvey dans le mouvement change cependant rapidement. Elle devient une figure de l'UNIA et représente les femmes au sein de l'organisation,. Dans son livre Garvey and Garveyism, elle affirme qu'un nombre important de discours de son mari sont le fruit de son propre travail, ce qui est confirmé par le Dr en histoire Adam Ewing,. Dans ce récit, elle décrit comment Marcus Garvey lui demande de répertorier les articles de une des journaux et d'autres sources d'information qui peuvent être utiles à son action. Il les utilise ensuite dans ses propres discours.
Amy Jacques Garvey est une excellente oratrice, qui a fait le tour du pays avec et sans son mari. Karen Adler estime que Marcus Garvey ne montre pas qu'il apprécie sa femme, malgré la renommée publique croissante de cette dernière : « Il attendait de sa femme un comportement d'abnégation et s'est peut-être senti menacé par son statut de rivale, ce qui l'a rendu incapable de reconnaître ses qualités. ». L'UNIA se présente comme une organisation pour l'égalité des droits, mais de nombreuses femmes se plaignent de n'obtenir que peu de places de premier plan. Ces griefs sont rendus publics lors de la convention nationale de l'UNIA en 1922. Le sexisme prospère, en dépit de l'engagement de l'UNIA en faveur de l'égalité sexuelle. Cela étant, des femmes comme Amy Jacques Garvey trouvent le moyen de devenir indispensable pour l'organisation.
Les circonstances contraignent Amy Jacques Garvey à assumer un rôle de premier plan au sein de l'UNIA. Marcus Garvey est reconnu coupable de fraude postale le 21 juin 1923, moins d'un an après son remariage. Il est envoyé à la prison de Tombs dans l'État de New York pendant trois mois, avant d'être libéré sous caution. Puis, il est finalement condamné le 8 février 1925 à cinq ans de prison au pénitencier fédéral d'Atlanta. C'est à cette époque qu'Amy Jacques Garvey prend la direction de l'UNIA. En plus d'haranguer tout le pays afin de collecter des fonds pour la défense de Marcus Garvey, elle publie le volume 2 de Philosophy and Opinions of Marcus Garvey, deux volumes de sa poésie, The Tragedy of White Injustice et Selections from the Poetic Meditations of Marcus Garvey. Elle travaille sans relâche avec des avocats pour sortir son mari de prison et continue à faire fonctionner l'UNIA en prononçant des discours et en rencontrant occasionnellement d'autres dirigeants de l'Union. Karen Adler affirme que Marcus Garvey ne montre aucune reconnaissance envers elle et ne l'autorise pas à assumer officiellement la direction du mouvement.

## Lutte pour le nationalisme noir
Lorsque son mari est expulsé des États-Unis en 1927, les époux Garvey partent en Jamaïque. Ils ont deux fils : Marcus Mosiah Garvey Jr. (né en 1930) et Julius Winston Garvey (né en 1933). Elle reste avec leurs enfants en Jamaïque lorsque Marcus Garvey part s'installer en Angleterre en 1934.
Après la mort de Marcus Garvey en 1940, sa veuve poursuit la lutte pour le nationalisme noir et l'indépendance africaine. En 1944, elle écrit « Un mémorandum corrélatif de l'Afrique, des Antilles et des Amériques », qu'elle utilise pour convaincre les représentants de l'ONU d'adopter une Charte africaine de la liberté.
En novembre 1963, Amy Garvey se rend au Nigeria en tant qu'invitée de Nnamdi Azikiwe, le premier président du pays. Elle publie plusieurs ouvrages dont Garvey and Garveyism. Elle reçoit en 1971 la médaille Musgrave, remise par le Bureau des Gouverneurs de l'Institute of Jamaica, pour ses éminentes contributions à la philosophie du « Garveyisme ». Elle meurt le 25 juillet 1973 dans sa ville natale de Kingston, en Jamaïque. Elle est enterrée dans le cimetière de l'église paroissiale de Saint-Andrew.

## Publications
- (en) Amy Jacques Garvey : Selected Writings from the Negro World, 1923-1928 (rédacteur Louis J. Parascandola), University of Tennessee Press, 2016, 251 p. (ISBN 978-1-62190-206-5, présentation en ligne)
- (en) avec Marcus Garvey, Amy Jacques-Garvey (éd.), Philosophy and Opinions of Marcus Garvey, The Journal of Pan African Studies, 2009, 63 p. (lire en ligne)
- (en) avec Marcus Garvey, The Philosophy and Opinions of Marcus Garvey, Or, Africa for the Africans, Dover Mass - University Press, coll. « New Marcus Garvey Library », 1986 (1re éd. 1940), 102 p. (ISBN 0-912469-24-2, lire en ligne)
- Le volume III de Philosophy and Opinions of Marcus Garvey est écrit en collaboration avec EU Essien-Udom[18].
- Deux volumes de poésie de Marcus Garvey : (en) Marcus Gravey, The tragedy of white injustice, New York, Haskell House Publishers, 1972 (lire en ligne) et (en) Marcus Garvey, Selections from the poetic meditations of Marcus Garvey, non identifié, 1927 ? (lire en ligne)
- Mémorandum corrélatif de l'Afrique, des Antilles et des Amériques, 1944 (en) « Femmes d'Afrique, le combat continue », Actu'elle,‎ 2 septembre 2013, p. 12-15 (lire en ligne, consulté le 11 avril 2020)
- (en) Garvey and Garveyism, Octagon Press, 1978 (1re éd. 1976), 336 p. (ISBN 0-374-93015-5, lire en ligne)
- (en) Black power in America : Marcus Garvey's impact on Jamaica and Africa; the power of the human spirit., Kingston, Jamaïca, 1968 (lire en ligne)
- Contribution à l'ouvrage de John Henrik Clarke : (en) Clark, John Henrik et Garvey, Amy Jacques, Marcus Garvey and the vision of Africa, Baltimore Black Classic Press, 2011 (lire en ligne) 1974